# Łukasz Piszczek
Łukasz Piotr Piszczek (Czechowice-Dziedzice, 3 juni 1985) is een Pools voetbalcoach en voormalig voetballer die als assistentcoach uitkomt voor Borussia Dortmund en als speler/trainer actief was voor Goczałkowice-Zdrój. Hij tekende in mei 2010 een in eerste instantie driejarig contract bij Borussia Dortmund, dat hem overnam van het dan net gedegradeerde Hertha BSC. In februari 2007 debuteerde hij in het Pools voetbalelftal.

## Polen
Piszczek speelde in de jeugd bij LKS Goczałkowice Zdrój en Gwarek Zabrze. In 2004 ging hij naar Hertha BSC, dat hem direct voor drie seizoenen verhuurde aan Zagłębie Lubin. Daar kwam hij tot tachtig wedstrijden, waarin hij vijftien keer scoorde. Vooral in het laatste seizoen was Piszczek op schot, toen scoorde hij elf keer.

## Hertha BSC
In de herfst van 2007 keerde hij terug in Berlijn. In het laatste seizoen was hij een vaste basisspeler, maar kon hij niet voorkomen dat Hertha BSC degradeerde. Uiteindelijk speelde hij in drie seizoenen 87 wedstrijden, waarin hij zeven goals maakte.

## Borussia Dortmund
Piszczek vertrok na de degradatie van Hertha in mei 2010 naar Borussia Dortmund, waar hij in eerste instantie voor drie jaar tekende. Daar werd hij al gauw een publiekslieveling en de vaste rechtsback. Op 26 juli 2011 verlengde hij zijn contract tot 2016. Hij speelde in het seizoen 2012/13 twaalf van de dertien Champions League-wedstrijden, waaronder de finale. Die werd uiteindelijk in de laatste minuut van de reguliere speeltijd verloren door Borussia dankzij een doelpunt van Arjen Robben. Op 27 januari 2016 verlengde hij zijn contract tot de zomer van 2018, waardoor hij maar liefst acht seizoenen bij Borussia Dortmund zou spelen. Op 13 maart 2018 tekende hij bij tot 2020, waarna hij aangaf zijn loopbaan het liefst bij Dortmund af te willen sluiten.

## Goczałkowice Zdrój
In mei 2021, keerde Piszczek terug bij Goczałkowice Zdrój waar hij ook al in zijn jeugd heeft gespeeld.

## Clubstatistieken
| Seizoen | Club              | Competitie  | Competitie | Competitie | Beker | Beker | Internationaal | Internationaal | Totaal | Totaal |
| Seizoen | Club              | Competitie  | Wed.       | Dlp.       | Wed.  | Dlp.  | Wed            | Dlp.           | Wed.   | Dlp.   |
| ------- | ----------------- | ----------- | ---------- | ---------- | ----- | ----- | -------------- | -------------- | ------ | ------ |
| 2004/05 | →Zagłębie Lubin   | Ekstraklasa | 11         | 2          | 0     | 0     | 0              | 0              | 11     | 2      |
| 2005/06 | →Zagłębie Lubin   | Ekstraklasa | 28         | 1          | 8     | 1     | 0              | 0              | 36     | 2      |
| 2006/07 | →Zagłębie Lubin   | Ekstraklasa | 30         | 11         | 1     | 0     | 2              | 0              | 33     | 11     |
| 2007/08 | Hertha BSC        | Bundesliga  | 24         | 1          | 2     | 0     | 0              | 0              | 26     | 1      |
| 2008/09 | Hertha BSC        | Bundesliga  | 13         | 0          | 2     | 0     | 4              | 3              | 19     | 3      |
| 2009/10 | Hertha BSC        | Bundesliga  | 31         | 2          | 2     | 0     | 9              | 1              | 42     | 3      |
| 2010/11 | Borussia Dortmund | Bundesliga  | 33         | 0          | 1     | 0     | 7              | 0              | 41     | 0      |
| 2011/12 | Borussia Dortmund | Bundesliga  | 32         | 4          | 7     | 0     | 6              | 0              | 45     | 4      |
| 2012/13 | Borussia Dortmund | Bundesliga  | 29         | 2          | 5     | 0     | 12             | 0              | 46     | 2      |
| 2013/14 | Borussia Dortmund | Bundesliga  | 19         | 3          | 4     | 0     | 6              | 0              | 29     | 3      |
| 2014/15 | Borussia Dortmund | Bundesliga  | 22         | 0          | 3     | 0     | 5              | 0              | 30     | 0      |
| 2015/16 | Borussia Dortmund | Bundesliga  | 20         | 0          | 6     | 1     | 12             | 1              | 38     | 2      |
| 2016/17 | Borussia Dortmund | Bundesliga  | 25         | 5          | 5     | 0     | 9              | 0              | 39     | 5      |
| 2017/18 | Borussia Dortmund | Bundesliga  | 24         | 0          | 2     | 0     | 5              | 0              | 31     | 0      |
| 2018/19 | Borussia Dortmund | Bundesliga  | 20         | 1          | 1     | 0     | 5              | 0              | 26     | 1      |
| 2019/20 | Borussia Dortmund | Bundesliga  | 29         | 1          | 3     | 0     | 6              | 0              | 38     | 1      |
| 2020/21 | Borussia Dortmund | Bundesliga  | 6          | 0          | 3     | 0     | 3              | 1              | 12     | 1      |
| Totaal  | Totaal            | Totaal      | 396        | 33         | 55    | 2     | 91             | 6              | 542    | 41     |

## Internationaal
Leo Beenhakker liet Piszczek op 3 februari 2007 debuteren voor het nationale elftal van Polen. Piszczek maakte vervolgens deel uit van de Poolse nationale selectie voor het EK 2008, het EK 2012 en het Europees kampioenschap voetbal 2016 in Frankrijk.

## Erelijst
| Competitie           |                |                           |                |                |
| Competitie           | Aantal         | Jaren                     |                |                |
| Zagłębie Lubin       | Zagłębie Lubin | Zagłębie Lubin            | Zagłębie Lubin | Zagłębie Lubin |
| -------------------- | -------------- | ------------------------- | -------------- | -------------- |
| Kampioen Ekstraklasa | 1x             | 2006/07                   |                |                |
| Borussia Dortmund    |                |                           |                |                |
| Kampioen Bundesliga  | 2x             | 2010/11, 2011/12          |                |                |
| DFB-Pokal            | 3x             | 2011/12, 2016/17, 2020/21 |                |                |
| Duitse supercup      | 2x             | 2014, 2019                |                |                |